# Ned Hollister
Ned Hollister (Delavan, 26 novembre 1876 – Washington, 3 novembre 1924) è stato uno zoologo statunitense.
Membro della Alexander Expedition in Alaska nel 1909 e della Harvard-Smithsonian Expedition nei Monti Altaj nel 1912.

A 12 anni iniziò ad interessarsi agli uccelli studiando al Milton College dove insegnava Ludwig Kumlien, che ebbe come maestro. A 18 anni entrò a far parte dell'American Ornithologists' Union. 
Nel 1916 divenne Sovrintendente dello Zoo Nazionale di Washington e Assistente curatore della sezione dei Mammiferi nel National Museum of Natural History, dove ebbe l'opportunità di studiare sia Leoni in cattività che esemplari imbalsamati.

Ne derivò, nel 1917, uno studio intitolato Some Effects of Environment and Habit on Captive Lions.

Tra le sue pubblicazioni più note vi è anche The Birds of Wisconsin, scritto nel 1903 insieme a Ludwig Kumlien.
È stato presidente della Società Biologica di Washington nel 1921.
A lui sono state dedicate due sottospecie:
- Ictidomys tridecemlineautus hollisteri
- Panthera leo hollisteri

| Hollister è l'abbreviazione standard utilizzata per le specie animali descritte da Ned Hollister. Categoria:Taxa classificati da Ned Hollister |